# Tatjana Kuschill
Tatjana Kuschill, née le 24 août 1982, est une danseuse, chorégraphe et maître de ballet kazakhe, d'origine russe. 
Elle a été formée au Kazakhstan avant de venir en Allemagne en 2001 et de commencer sa carrière de danse.

## Biographie
Elle est née de parents russe installés au Kazakhstan depuis de nombreuses années.

### Carrière télévisuelle
En 2010, elle a participé à la troisième saison de l'émission de danse Let's Dance sur RTL, dans laquelle elle était la partenaire de danse de l'acteur Mathieu Carrière. Le couple s'est retiré durant la deuxième saison.

### Vie privée
Le partenaire de danse de Tatjana Kuschill était le danseur allemand Massimo Sinató depuis 2007, avec qui elle a été active au sein de l'Association allemande de danse sportive professionnelle (DPV) à partir d'août 2010. Ils sont également devenus un couple en privé et se marient en juin 2011. Cependant, ils se séparent en août 2012.Leur meilleur placement dans leur carrière, est une 12e place dans les danses latines en janvier 2012.